# Скуртешти (Прахова)
Скуртешти (рум. Scurtești) насеље је у Румунији у округу Прахова у општини Штефешти. Oпштина се налази на надморској висини од 500 m.

## Становништво
Према подацима из 2002. године у насељу је живело 1421 становника, од којих су сви румунске националности.